# Pseudancistrus
Pseudancistrus és un gènere de peixos de la família dels loricàrids i de l'ordre dels siluriformes.

## Morfologia
- Existeix una variació considerable en la mida de les diferents espècies d'aquest gènere però, en general, no depassen els 20 cm de longitud total.
- La majoria de les seues espècies són de color gris fosc, tot i que l'abdomen és més clar.
- Algunes espècies tenen taques en els costats.
- En general, les aletes són de color similar però algunes espècies tenen bandes en l'aleta caudal.[2]

## Hàbitat
Les espècies d'aquest gènere viuen a corrents ràpids d'aigua amb fons de grava, pedres i roques.

## Distribució geogràfica
Es troba a les Guaianes, Veneçuela i el Brasil.

## Taxonomia
- Pseudancistrus barbatus (Valenciennes, 1840)[3]
- Pseudancistrus brevispinis (Heitmans, Nijssen & Isbrücker, 1983)
- Pseudancistrus coquenani (Steindachner, 1915)[4]
- Pseudancistrus corantijniensis (de Chambrier & Montoya-Burgos, 2008)[5]
- Pseudancistrus depressus (Günther, 1868)[6]
- Pseudancistrus genisetiger (Fowler, 1941)
- Pseudancistrus guentheri (Regan, 1904)[7]
- Pseudancistrus longispinis (Heitmans, Nijssen & Isbrücker, 1983)
- Pseudancistrus luderwaldti (Miranda-Ribeiro, 1918)
- Pseudancistrus niger (Norman, 1926)[8]
- Pseudancistrus nigrescens (Eigenmann, 1912)[9]
- Pseudancistrus orinoco (Isbrücker, Nijssen & Cala, 1988)
- Pseudancistrus papariae (Fowler, 1941)
- Pseudancistrus pectegenitor (Lujan, Armbruster & Sabaj, 2007)[10]
- Pseudancistrus reus (Armbruster & Taphorn, 2008)[11]
- Pseudancistrus sidereus (Armbruster, 2004)[12]
- Pseudancistrus yekuana (Lujan, Armbruster & Sabaj, 2007)[10][13][14][15][16][17][18]